# Trachoni (dystrykt Nikozja)
Trachoni (gr. Τραχώνι, tur. Demirhan) – wieś na Cyprze, w dystrykcie Nikozja.